# Neufchâteau (Belgio)
Neufchâteau (in vallone Li Tchestea, in tedesco Neuenburg, in italiano storico Novocastello) è un comune belga di 6 652 abitanti, situato nella provincia vallona del Lussemburgo.